# В тайна служба на Нейно величество (роман)
„В тайна служба на Нейно величество“ (на английски: On Her Majesty's Secret Service) е роман на английския писател Иън Флеминг. Той е единадесетият от поредицата за Джеймс Бонд. Издаден е на 1 април 1963 г. от издателство Jonathan Cape.

## Сюжет
Внимание:  Текстът по-долу разкрива сюжета на произведението (или части от него)!
След успешното завършване на операция „Мълния“, Джеймс Бонд, по заповед на „М“, започва издирването на скривалището на Ернст Ставро Блофелд. Пристигайки в града, където той е победил Ле Шифр на „бакара“, Бонд се запознава с графиня Тереза ди Виченца. Влюбвайки се в тази очарователна девойка, Бонд помага на графинята да плати голяма сума изгубени пари. Тереза (или както тя желае да се нарича – Трейси) произвежда странно впечатление на Бонд, струва му се, че е склонна към самоубийство. Бонд започва да следи Трейси и я спасява на безлюден плаж, когато тя се опитва да се удави. В този момент, Бонд и Трейси са заловени от непознати хора, и са заведени при Mарк-Анж Драко. Разговаряйки с него Бонд открива, че Драко е главата на Корсиканския съюз, най-мощната престъпна организация във Франция. И съвсем неочаквано Драко се оказва бащата на Трейси.
Драко обяснява на Бонд, че Трейси е малко момиче, което умира от менингит. Сломена, Трейси е загубила интерес към живота и е започнала постоянно да провокира ситуации, така че да умре. В края на краищата, Трейси решава да се самоубие и само намесата на Бонд я спасява. Драко моли Бонд да се ожени за Трейси, за да се върне желанието ѝ за живот. През това Драко е готов да плати на Бонд един милион лири в злато. Влюбеният в Трейси Бонд обещава да помисли върху офертата, но в замяна иска Драко да му предостави информация за неуловимия Ернст Ставро Блофелд. Драко казва на Бонд, че Блофелд се крие в Швейцария.
Започвайки интензивно издирване в Швейцария, британското разузнаване внезапно открива, че Блофелд, представяйки се за граф Балтазар де Блевил, се е обърнал към британската хералдическа служба с молба да докаже своя благороден произход. Решавайки да се възползва от тази ситуация, „М“ изпраща Бонд, под прикритието на професионален хералдик, с име Хилъри Бей, в замъка на Блофелд в Швейцария. Бонд се среща на летището с асистентката на Блофелд, Ирма Бунт, която води с хеликоптер Бонд в дълбините на Алпите, в резиденцията на „граф де Блевил“.
Срещайки се с „графа“, Бонд е сигурен, че това е Блофелд, който с помощта на пластичната хирургия е променил външния си вид до неузнаваемост. Занимавайки се с „хералдически изследвания“, Бонд внимателно изучава резиденцията на Блофелд. Оказва се, че в замъка на „графа“ се провеждат някакви биологични изследвания. Освен това там живеят няколко момичета, които се лекуват от алергии. В близко запознанство с една от тях, Руби Уиндзор, Бонд открива, че всички момичета живеят в Обединеното кралство, като в миналото всяка една от тях е имала алергия, задължително свързана със селскостопански животни (пилета, прасета, крави и др.). Оказвайки се през нощта в стаята на Руби, Бонд става неволен свидетел на „лечението“ на девойката – това е дълбока хипноза, извършвана чрез радиото.
Внезапно в ръцете на Блофелд попада един от агентите на Секретната разузнавателна служба. Оказвайки се неволен свидетел на срещата на „графа“ и Бонд, агентът моли Бонд да го спаси, но Бонд се преструва, че не го познава. Осъзнавайки, че Блофелд го е разконспирирал, Бонд бяга същата нощ. Вземайки ски, той се спуска по планинските склонове надолу към малък швейцарски курорт. Подчинените на Блофелд преследват Бонд и той едва не загива. В града Бонд неочаквано среща Трейси и тя му помага най-накрая да се откъсне от преследвачите.
Резултатите от разследването си Бонд незабавно докладва на „M“. Експертите предполагат, че става въпрос за разработване и използване на биологично оръжие. Съпоставяйки фактите, експертите се досещат за чудовищния план на Блофелд. Хипнотизираните девойки той иска да изпрати в големите животновъдни центрове на Великобритания за осъществяване на масови епидемии. Планът вече е започнал: една от девойката е разпространила на изложба на пуйки някаква инфекция, която в Англия е убила милиони птици. Използвайки информацията на Бонд, полицията успява да арестува всички останали девойки и предотвратява епидемии в други сектори на животновъдството.
„M“ решава да унищожи Блофелд и лабораторията му, но официално това не е възможно, тъй като швейцарските власти отказват да сътрудничат. Тогава Бонд отново прибягва към помощта на Драко. Драко, Бонд, както и някои от най-опасните престъпници на Корсиканския съюз извършват нападение на замъка на „графа“ и унищожават това престъпно гнездо. Но Блофелд отново успява да избяга...
Бонд и Трейси се женят и за медения си месец отиват на екскурзия с кола. Но в Швейцария, по време на пътуването, срещу тях се извършва покушение. Някой много приличащ на Блофелд стреля по колата и убива Трейси. Едва намерил любов и семейно щастие, Бонд пак ги е загубил...

## Интересни факти
Само в този роман връзката между Бонд и следващата „девойка на Бонд“ достига до брак. Но Бонд веднага става вдовец.

## Адаптации
През 1969 г., въз основа на романа, е екранизиран едноименен филм. Ролята на Бонд се изпълнява от Джордж Лезенби. Това е единственият актьор, който е играл Бонд само веднъж.